# 十貫坂教会
十貫坂教会（じっかんざかきょうかい）は東京都中野区に所在する教会。日本基督教団に属している。

## 年表
1946年2月12日、「町の教会」と書いた表札をかけ、最初の礼拝の案内を開始。戸別訪問、ポスター貼り等を行う。
1946年3月3日、最初の礼拝を行い開拓伝道を開始する。また、最初の週報を発行。
1946年11月より「町の教会月報」を発行。同年12月18日、日本基督教団の伝道所として承認される。
1947年1月12日、「町の教会」伝道所を「和田本町教会」に改称。同年夏より、ラウドスピーカーを用いて街頭で集会案内を行う。
1948年、「町の教会月報」を「道」に改題。その後、月報を12号まで発行し停刊。
1954年、月報を「和田本町教会月報」として再刊。
1955年10月、和田本町教会の建物を売却し、中野区千代田町（現在の中野区本町）に新会堂建設を開始。1956年3月、献堂礼拝を行う。
1956年1月、臨時総会で教会名称を「十貫坂教会」に改称。
1966年11月27日、「宗教法人日本基督教団十貫坂基督教会開拓二十年史」を発行（300部）。また、同年に「会報」第1号を発行。
1975年11月、開拓30周年記念礼拝。
1988年12月、中野区本町の旧会堂を解体。中野弥生町に建設した新会堂の献堂式を行う。
2002年末、パイプオルガンを設置。
2011年、東日本大震災発生を機に、石巻山城町教会に十貫坂教会有志らが訪問。

## 歴代牧師
- 初代:上良康
- 第2代:関川泰寛、関川瑞恵
- 第3代:中村恵太
- 2024年現在:清野久貴

## 所在地
- 東京都中野区弥生町5丁目11番13号

## 交通アクセス
- 東京メトロ丸ノ内線中野富士見町駅から徒歩7分